# تافاس
تافاس هي بلدة تقع في محافظة دنيزلي،تركيا، تقع على سهل واسع على الطريق إلى مغلة، بالقرب من منطقة كالي .